# Carl Rosiers
Carl, Noël-Charles Rosier, Rosiers, de Rosier, Rosiers o Rosi, nascut a Lieja el 26 de desembre de 1640, i mort a Colònia el 12 de desembre de 1725, fou un violinista i compositor barroc, que va viure i va treballar al Sacre Imperi Romanogermànic i a les Províncies Unides.
Fou vicekapellmeister de l'arquebisbe i elector de Colònia Maximilià Enric de Baviera. Va compondre un llibre de motets; Pièces choisies a la menière italienne, per flauta, violí i altres instruments (1691); 14 Sonate per le violino et le hautebois, a 6 parties, i diverses simfonies.
Podria ser familiar del compositor de la mateixa època André de Rosiers. Va tenir com alumne a Willem de Fesch, el qual amb el temps es casaria amb la seva filla Maria Anna.